# Baby darling
Il Baby darling è un cocktail creato da Luigi "Gino" de Martinis nel 1966.
Con questo cocktail, Luigi de Martinis si aggiudicò, nel medesimo anno, il primo premio del concorso nazionale per barman indetto dall'A.I.B.E.S. (Associazione Italiana Barmen E Sostenitori). 

## Ingredienti
- 2 cl di amaro 18 Isolabella
- 2 cl di vermut rosso
- 2 cl di rum invecchiato 5 anni

## Preparazione
Si prepara nel mixing glass con ghiaccio. Si serve in una coppetta da cocktail decorando con buccia d'arancia.